# Литовченко Тимур Іванович
 Тиму́р Іва́нович Лито́вченко (нар. 4 січня 1963, Київ — пом. 29 жовтня 2021, Київ) — український письменник-фантаст, інженер-металург за освітою, член Національної спілки письменників України (НСПУ, з 1997 року) та Національної спілки журналістів України (НСЖУ, з 2002 року), заступник голови Творчого об'єднання пригодників і фантастів при Київській міській організації НСПУ, керівник клубу любителів фантастики «Чумацький шлях». Інвалід першої групи по захворюванням опорно-рухового апарату.
Тимур Литовченко писав фантастику в різноманітних жанрах, починаючи від науково-популярної і аж до містики та жахів, авантюрно-історичні романи, детективи. Різноманітними є й форми написання творів — від невеликих оповідань, віршів, есе, казок, повістей і аж до романів. Автор понад двадцяти збірок прози й авторських книг . Спочатку писав та публікував твори російською мовою, згодом перейшов на українську. Значну частину власного доробку автор самостійно переклав українською мовою.

## Життєпис
Народився Тимур Іванович Литовченко 4 січня 1963 року в Києві. Дитинство та юність провів на Старому Подолі, де було розташоване житло, в котре ще у 1899 році вселився його прадід. В 1980 році Тимур закінчив середню школу з «золотою медаллю». 1986 року отримав «червоний» диплом, закінчивши інженерно-фізичний факультет НТУУ «КПІ»  за спеціальністю інженер-металург. Під час навчання на факультеті Тимур познайомився з майбутньою дружиною Оленою.
Протягом 10 років, з 1986 по 1996, Тимур Іванович працював в Інституті електрозварювання, спочатку три роки в Дослідному конструкторсько-технологічному бюро інституту [Архівовано 14 травня 2020 у Wayback Machine.] [Архівовано 14 травня 2020 у Wayback Machine.], згодом сім років в лабораторії високотемпературної пайки аж до її закриття в 1996 році. У ці ж роки почав друкувати свої твори. У 1989 році вийшло перше оповідання у газеті («Складне питання»), згодом у журналі («Антропоцентризм». 1995 рік) та колективній збірці («Вечірній кльов», 1996 рік), перший роман в книжковому додатку до газети («До комунізму залишалось років п'ятнадцять-двадцять», 1996) та перші книги («Влада блискавки» в 1997 році та «Воїни Пекла» в 1998 році, обидві в співавторстві з Олегом Авраменком).
В 1996—1997 роках працював в науково-виробничій фірмі (НВФ) «Фосімпекс», яка збанкрутувала. Паралельно з роботою в НВФ також спробував себе в ролі позаштатного кореспондента газети «Селянська спілка». За спогадами Тимура Івановича, перше своє журналістське завдання він виконав 4 березня 1997 року. Це була стаття про пресконференцію тогочасного віцепрем'єр-міністра України Віктора Пинзеника.
Протягом 1997—1998 років Литовченко працював на посаді редактора відділу (спочатку — відділу політики, згодом — відділу інформації) в газеті «Селянська спілка» під керівництвом головного редактора видання Романа Кухарука. У березні 1998 року за участь у страйку творчих працівників редакції (у зв'язку з невиплатою заробітної плати протягом двох місяців) був звільнений. Покинувши газету, Тимур Литовченко місяць пропрацював на парламентських виборах в передвиборчому штабі Віктора Хмільовського, а після його необрання депутатом — влаштувався фахівцем із зв'язків зі ЗМІ в Спілці орендарів і підприємців України. Одночасно співпрацював з газетами рос. «Посредник», «Практика предпринимательства», «Труд-Украина» (де перетинався з Олександром Ягольником), «Власть и политика», «Собеседник». З жовтня 1998 року по 2000 рік Тимур Іванович — у команді п'ятого міністра Мінвуглепрому Сергія Тулуба, прессекретар Міністерства вугільної промисловості України.

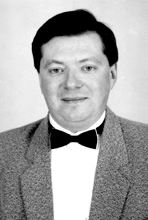
Тимур Литовченко, березень 2001 року.

 З 2000 року (у зв'язку з ліквідацією Мінвуглепрому України) по 2001 рік — головний спеціаліст PR-підрозділу Міністерства палива та енергетики України. Співпрацював з газетою «Атомник України» та журналами рос. «Энергобизнес», «Паливо + енергетика», «Енергетика та електрифікація».
З серпня 2001 року Литовченко — власний кореспондент по Києву, Київській, Черкаській та Чернігівській областях всеукраїнської газети «Голос Донбасса», співпрацює з загальноукраїнським тижневиком рос. «Зеркало недели» («Дзеркало тижня») та київською газетою «Хрещатик». З літа 2002 року по 2004 рік — керівник відділу «Стиль», згодом «Тема» журналу «ПіК» («Політика і культура»). Одночасно підтримує зв'язки з газетою «Влада і політика» та два з половиною роки на громадських засадах — головний редактор газети «Хадашот», друкованого органу Асоціації єврейських громадських організацій і общин (ВААД) України. Протягом 10 років, з березня 2004 року по 2013 рік — головний редактор журналу «РоботодавецЬ». Одночасно співпрацював з тижневиком «Аргументи і факти» (стрингер київського видання «Аргументи і факти в Україні»), інформагентством УНІАН, вебресурсом «OtherSide» (укр. Інший бік), був автором серії оглядів «Музвечеря» для вебсайту київського книжкового кафе «Бабуїн». З 16 березня 2014 — головний редактор онлайн журналу для автомобілістів «Webavtopro.Ru».
Помер від коронавірусної хвороби 29 жовтня 2021 року, наступного дня після смерті, внаслідок COVID-19, його дружини, Олени Олексіївни Литовченко.

## Особисте життя

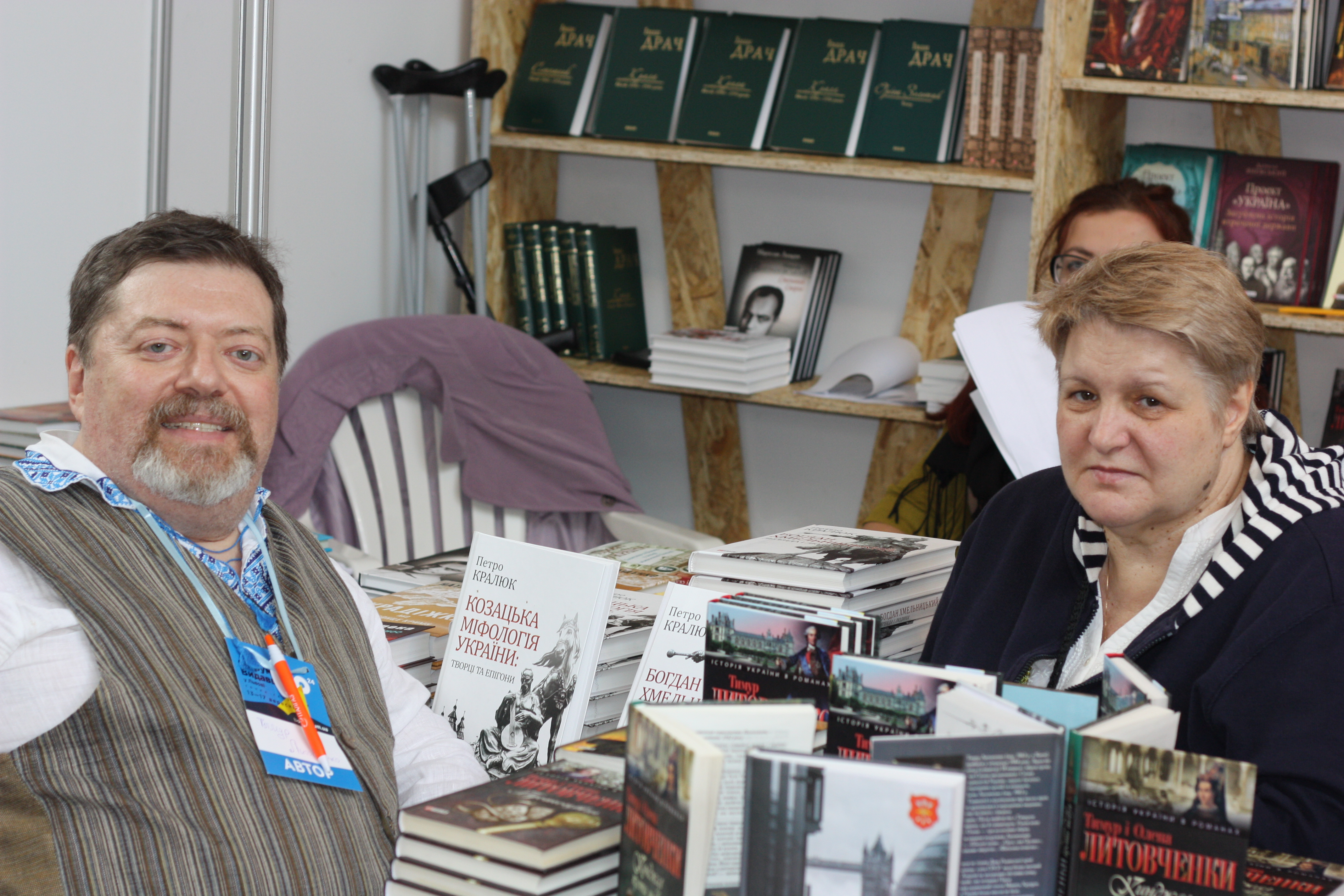
З дружиною Оленою на Форумі видавців 2017

- Улюбленими напоями для Тимура Івановича були міцна солодка чорна кава[21], солодке червоне вино[1] і свіже холодне молоко[5].
- Улюблене визначення письменницької праці: «Прозаїк пише дупою» — в розумінні, має бути посидющим і цілеспрямованим[11][5].
- Улюблене визначення якості письменницької праці знайшов у Володимира Висоцького: «рос. И нож в него! Но счастлив он висеть на острие, зарезанный за то, что был опасен!»[5].
- Улюблене визначення журналістської праці — у Костянтина Симонова: «рос. Жив ты или помер, главное — чтоб в номер материал успел ты передать. И чтоб, между прочим, был фитиль всем прочим, а на остальное — наплевать!..»[5][16].
- Критерієм оцінки якості журналістської праці Литовченка була фраза: «Коли тебе назвали сволотою — отже, ти почав працювати добре! Якщо пристрелили з-за рогу — отже, спрацював просто чудово!»[5][16]
- Життєве кредо Тимура Івановича: «З Богом! ..»[10][5]
- Дружина Литовченко Олена Олексіївна (народилася 1963 року в Ташкенті, хоча її батько родом з Мотовилівки, а мати походить зі шляхетського роду Уханьських, що проживали в теперішній гміні Ухані Грубешівського повіту Люблінського воєводства у східній Польщі[1], одружилися в 1984 році[13]), з 2011 року є співавтором його творів[1][13], донька Людмила[11] (1985 року народження)[2].

## Літературна творчість і громадська діяльність

### 1980— 1990-ті
За власними спогадами, Тимур мріяв стати прозаїком-фантастом з 11-річного віку. Перше своє оповідання написав у 12 років. Як згадує Тимур Іванович,

| якщо своє «мінус перше» НФ-оповідання я власноруч спалив невдовзі після написання, то вже «нульове» прочитав перед усіма старшокласниками (плюс директриса, плюс завуч) в четвер, 12.04.1979 року на отакому «космічному» творчому вечорі[22]. |
Починаючи з 1984 року, ще навчаючись на четвертому курсі КПІ, Литовченко серйозно зайнявся написанням літературних творів.

| …коли на четвертому курсі почав залицятися до своєї майбутньої дружини, то вона весь час просила «розповідати їй казки», маючи на увазі під «казками»… фантастику! За півроку я переповів їй усе, що перечитав до того. Запас вичерпався — тож почав переповідати те, що написав сам. Вона «проковтнула». Я сказав: «Знаєш, це я написав». Олена не повірила — показав чернетки. Тоді вона сказала: «Пиши ще». От з четвертого курсу інституту я й пишу регулярно, вириваючи у добі 25-ту годину, а у тижні — 8-й день![21][23] |
Тимур Іванович продовжував займатись літературною діяльністю й у роки роботи в інституті електорозварювання імені Патона. В 1984—1989 неодноразово надсилав свої рукописи в Москву, до редакцій журналів «Вокруг света» та «Техника – молодежи», які, проте, не були опубліковані. У лютому 1989 року в київській газеті «Молода гвардія» побачила світ його перша художня публікація в періодичній пресі — оповідання «Складне питання» (рос. «Трудный вопрос»). Того ж року Литовченко став членом київського клубу любителів фантастики «Перевал».
В 1990 році Тимур Іванович написав російською мовою оповідання рос. Антропоцентризм, яке у 1995 році було надруковане в київському журналі «Радуга», щомісячнику Правління НСПУ. Але набагато більшу популярність твору принесло потрапляння у російськомовний сегмент «всесвітньої павутини» та поширення серед значної кількості інтернет-бібліотек. Сюжетна ліня оповідання доволі проста, в ній на побутовий фон накладаються містично-апокаліптичні мотиви. Четверо головних героїв оповідання, Віра Павлівна, Оля, Тамара і практикант Дмитро, на нічному чергуванні в лікарні трьома різними способами отримують повідомлення про настання кінця світу: через лист, що підкинули в Олину поштову скриньку, радіопередачу, котру ловить Дмитро на радіоприймач «Селгу» та через молитву бабусь-пенсіонерок з лікарняної палати під номером 13. Названо й прикмети наближення кінця світу, серед них дрижання Землі, погасле Сонце, смерть невинного, народження дитини без душі. Герої помічають, що прикмети справджуються: до сонячного затемнення додається землетрус, а тут ще й санітари привозять до лікарні наркоманку, котра народжує мертву дитину. Паніку посилюють таргани, що після поштовхів починають масово лізти з усіх щілин, і медперсонал разом з хворими винищують їх скрученими ганчірками. Зрештою Віра Павлівна каже переляканій породіллі:

| Ну ти і волаєш. Неначе Єрихонська трубаОригінальний текст (рос.) Ну и вопишь ты. Ровно труба Ерехонская. |
Сказане дозволяло Дмитру зрозуміти самому й переконати інших, що кінець світу якщо й наступає, то не всепланетний для цілого людства, згідно з філософським вченням антропоцентризму, а локальний, тільки для лікарняних тарганів, де медики в білих халатах та пацієнти — в ролі ангелів смерті. М'який гумор, несподівана розв'язка та твір в цілому припали до серця численним шанувальникам фантастики Тимура Литовченка.
Написаний протягом 1990—1991 років роман «Повість про чотири квітки» (рос. Повесть о четырех цветках) став першим твором автора, котрий отримав літературну відзнаку — третє місце в номінації «Проза» та грамоту «За найкращий оптимістичний твір» III Міжнародного мовно-літературного конкурсу творів російською мовою, що проходив 1995 року в Росії, в місті Воронежі. Після закінчення конкурсу роман був виданий накладом у декілька десятків примірників. У 1999 році «Повість…» знову вийшла друком російською мовою, вже в Києві, у Видавничому центрі Кухарука, накладом 200 примірників та 2005 року українською в київському видавництві «Кий» у збірці «Апокаліпсис по-київськи» накладом 3 тисячі примірників. Роман не можна назвати фантастикою в класичному розумінні, це скорше суміш сюрреалізму, магічного реалізму та панку, накладеного на тему «останньої людини» та вічного кохання.
Литовченко брав участь у київському фенконі «Чумацький шлях-92» та згодом, у 2000 році, на згадку про цей київський конвент фантастів заснував КЛФ «Чумацький шлях». Саме на фенконі 1992 року до творів Тимура Івановича виявили зацікавлення видавці з РФ. Після його завершення Литовченко отримав від російських представників пропозицію щодо видання книжки, в яку повинні були ввійти чотири повісті та роман. Але рукописи творів, передані до санкт-петербурзького видавництва рос. «Северо-Запад», згоріли 16 листопада 1993 року під час пожежі в Будинку письменника імені Володимира Маяковського, в приміщенні якого розташовувалося і це видавництво.
З 1994 року Тимур — член літературно-інтелектуального клубу рос. «Русское собрание», а у 1996 році став співзасновником і керівником секретаріату центру «Свобода слова». У Києві в 1996 році вийшла перша книжкова публікація Литовченка — в колективній збірці рос. «Какие мы? Попробуем понять…» надруковано його фантастичне оповідання рос. «Вечерний клёв» («Вечірній кльов»), пізніше, того ж року — роман «До комунізму залишалось років п'ятнадцять-двадцять» як книжковий додаток до газети рос. «Русское собрание». В цьому творі, написаному в 1989—1992 роках у стилі сюрреалізму, перекликаються готичні історії про душі людей, котрі були розстріляні в Бабиному Яру в 1941 році, загинули під час Куренівської трагедії 1961 року та Чорнобильської катастрофи 1986 року. Як пригадує автор,

| …у 5-річному віці почув від мами про Куренівську трагедію, відтоді почав потайки розпитувати дорослих, що то був за жах, запам'ятовувати ті чутки. В результаті у 28-річному віці завершив роман «До комунізму залишалось років п'ятнадцять-двадцять» про низку київських катастроф, пережитих моїм рідним містом у ХХ столітті та поданих через переживання душ людей, котрі загинули у тих катастрофах. |
Завдяки цьому твору Тимур Іванович у 1997 році в один етап (замість традиційних трьох) був прийнятий до НСПУ. Містичний роман-попередження «До комунізму залишалось років п'ятнадцять-двадцять» в 1998 році був передрукований журналом «Майдан-XXI», у 2000 році, разом з оповіданням «Ґроно червоних ягід», ввійшов до збірки «Антологія українського жаху» (ISBN 966-7686-02-7), яку видала «Асоціація підтримки української популярної літератури», а в 2005 році — до авторської збірки «Апокаліпсис по-київськи» київського видавництва «Кий». Володимир Тилітко (рос. Владимир Тилитко) в статті для енциклопедичного довідника «Фантасти сучасної України» 2007 року оцінює цей роман Литовченка як «одну з кращих його речей (якщо не найкращу)» зі всього творчого доробку на той момент часу.
Протягом 1996—1997 років Тимур Литовченко разом з Олегом Авраменком під колективним псевдонімом «Андрій Давидов» написали мініцикл романів «Легенда про Карсідара» (рос. Легенда о Карсидаре) в жанрі альтернативної історії. Перша книжка, «Влада блискавки» (рос. Власть молнии), була написана співавторами в період з березня 1996 по січень 1997 року, хоча початковий варіант від 1 до 4 розділу першої частини роману Тимур Іванович написав набагато раніше, ще в січні-лютому 1992 року. Книжка побачила світ у 1997 році в московському видавництві ЕКСМО в серії «Абсолютна магія». Вона розповідає про похід монголо-татарської орди під командуванням хана Батия на Русь, під час якого це військо було нібито зупинене за допомогою магії під стінами Києва, а сам полководець, онук Чингісхана, взятий у полон. Другий роман циклу, «Воїни Пекла» (рос. «Воины Преисподней»), був написаний з травня по жовтень 1997 року та надрукований в тому ж видавництві ЕКСМО в 1998 році. В ньому розповідається про припинення процесу феодальної роздрібненості і розпаду на удільні князівства Київської Русі та початок перетворення її в потужну імперію зі столицею в Києві під проводом короля Данила Галицького. Цикл мав складатися з більшої кількості романів, планувалася принаймні трилогія, але співавтори не знайшли спільної мови, та тандем розпався. Навіть другу книгу, «Воїни Пекла», Тимуру Литовченку довелось закінчувати та здавати до друку самому, оскільки Олег Авраменко після місяця роботи відмовився працювати над нею.

### 2000-ні
У 2001 році Литовченко отримав першу серйозну електронну публікацію — в «Українській Електронній Роман-газеті» вийшов містичний роман «Аукціон душ». З 2002 року Тимур Іванович Литовченко — член НСЖУ. З 2003 року — член «Українського клубу». Цього ж року Тимур Литовченко як журналіст був присутній на КиївКоні-2003 й написав статтю «Фендом розкручує спіраль віків».

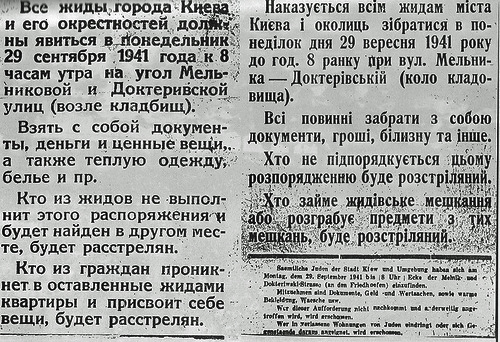
Оголошення німецького командування «…всім жидам міста Києва і околиць…»

Написане 27—28 вересня 2003 року оповідання «Мотя» переносить читачів у вересень 1941 року і знайомить їх з київським школяриком Мотею з Подолу, який після появи в Києві 27—28 вересня 1941 оголошень «…всім жидам міста Києва…» опиняється з батьком в колоні, котру конвоюють до Бабиного яру. Тато Веня все доросле життя намагався бути зразковим радянським службовцем, атеїстом, постійно сварився зі своїм тестем, дідусем Іциком, що через його щосуботні відвідування синагоги Розенберга на вулиці Щекавицькій ніколи не стане завучем школи. Після початку війни, коли нацисти раптом перестали бути «вірними друзями Радянського Союзу» з передвоєнних газет і перетворились на ворогів, здачі Києва Червоною армією, хоча «товариш Сталін наказав триматися до останнього», тато Веня раптом розуміє, що останні солдати не померли, захищаючи життя киян, що їх покинули, і для них з приходом німців наступає Йом-Кіпур. Тато Веня згадує, що покійна дружина хотіла назвати сина Іцхаком, на честь свого батька, і, стоячи на уступі Бабиного яру перед урвищем, піднімає Мотю на руках над головою та, як Авраам, звертається до Бога:

| Господи, я дуже давно не звертався до Тебе! Але прийми в жертву єдиного улюбленого сина мого Іцхака… |
І стається неймовірне: кулеметні черги пролітають нижче, не зачепивши дитини. Але історія на цьому не закінчується. Прийшовши до тями, Мотя зустрічає ще одну вцілілу, «тітку Діну», разом з нею намагається вибратись з Бабиного яру та врешті-решт ціною власного життя рятує її від німецьких куль. А жінка, котру він врятував — Діна Пронічева, як пише автор, «єдина вціліла єврейка з тих, кого розстрілювали в Бабиному Яру 29-30 вересня 1941 року».
Починаючи з 2004 року Тимур Іванович зосередився в основному на написанні творів на історичну тематику. За 2004—2007 роки з-під його пера вийшли романи «Помститися імператору» (2004—2005), «Приречений жити» (2005), «Брудний янгол» (1999—2001, 2006—2007), «Орлик, син Орлика» (2007).
Як згадує сам Литовченко в передмові до авантюрно-історичного роману «Помститися імператору», до написання твору його підштовхнув Зіновій Кулик, шеф-редактор журналу «Політика і культура», який запропонував на сторінках часопису започаткувати рубрику «Історичний детектив», вести яку доручив Тимуру Івановичу, тогочасному редакторові відділу «Тема» видання. Так з'явилась авторська журнальна стаття про графа Сен-Жермена, котра згодом перетворилася на роман. У книжці розповідається про долю спудея Києво-Могилянської академії Степана Раковича, сина козацького сотника з Прилук, який потім став сердюком Гетьмана Війська Запорозького Івана Мазепи. Через намагання помститись Петру I за смерть нареченої Гелени Каплі та свого батька Степан Ракович покинув Мазепу під час Полтавської битви, заледве не загинув, пішов в учні до кабаліста-юдея, досяг фінансових успіхів, став графом Сен-Жерменом, Великим Магістром таємної масонської ложі, якого оточення вважало сином не козацького старшини Раковича, а угорського графа Ференца Ракоці, трансильванським принцом. У кінцевому підсумку Степан Ракович помстився Петру I посмертно, посватавши за його внука, наступника престолу й майбутнього російського імператора Петра III, розпутну принцесу Софію Фридерику Ангальт-Цербстську і таким чином перервавши на Петрі III рід Романових на престолі Російської імперії.
Написаний у 2005 році науково-фантастичний роман «Приречений жити» знайомить читача зі створеною людьми Землі на основі християнських цінностей суперпрограмою «Моралізатор», котра, як душпастир, приймає сповіді та опосередковано, через поради «вірним», керує людством. У міру освоєння земною цивілізацією ближнього, а згодом і далекого космосу, в колоніях на освоєних людством планетах виникають філії «Моралізатора». Іншим персонажем твору є людина, Демін Валявскі, котрий вимушений розстріляти зореліт, на борту якого перебуває його сім'я, задля перемоги землян у зоряній війні. Наприкінці роману «Моралізатор» засуджує всіх колаборантів-представників земної цивілізації, котрі співпрацювали з інопланетянами, до смертної кари, натомість Деміна, котрий, вимушений обставинами, вбивав більше за інших, виправдовує і тим присилує жити в променях отриманої ним слави. Твір вийшов друком у тому ж 2005 році у Львові, у видавничому домі «Панорама». Роман отримав суперечливі відгуки: одні, зокрема автор рецензії Анатолій Удодик, вважали, що твір написаний під враженням від подій «чорного вівторка» у США 11 вересня 2001 року, інші, як письменник Сергій Батурин — що переспів роману «Пандем», написаного Мариною та Сергієм Дяченками у 2001—2002 роках та надрукованого у 2003 році, а Пандем — праобраз «Моралізатора». 3-6 серпня 2006 року Тимур Іванович написав статтю «Дві „няньки“ одного людства (Порівняльний аналіз деяких аспектів романів „Приречений жити“ Тимура Литовченка та „Пандем“ Марини і Сергія Дяченків)», в котрій пояснив, що роман «Приречений жити» створений на основі авторського оповідання «Фантом», написаного ще в період з 21 лютого по 13 березня 1994 року, тобто набагато раніше як від терактів в США, так і від твору Дяченків. Саме оповідання під назвою «Страта через помилування» також вийшло друком раніше, у здвоєному № 1-2 журналу «Наука і суспільство» за 1995 рік. Оскільки журнальна публікація вимагала зменшення об'єму тексту з наближенням до одного авторського аркушу або приблизно 40 тисяч друкованих знаків, то Литовченко був змушений, залишивши сюжетну лінію головного героя, Деміна Валявскі, дещо скоротити опис «Моралізатора». Але авторські напрацювання, як і схема розвитку подій, збереглися, що й дозволило Тимуру Івановичу згодом написати роман менше ніж за три місяці, з 8 березня до 31 травня 2005 року. За словами Литовченка, це могло навіть статися набагато раніше, оскільки він звертався з пропозицією про видання роману, написаного на основі оповідання «Фантом», до братів Капранових ще в 1999 році, але їх, на відміну від Романа Фарнези у 2005, такий варіант не зацікавив. В квітні 2021 року Тимур Литовченко виклав текст свого оповідання «Страта через помилування, або Фантом» на сайті «Лінія оборони».
Тимур Іванович у 2007 році став одним з організаторів першого україномовного журналу про літературу у жанрі фантастики під назвою Український Фантастичний Оглядач (УФО), а також, з моменту заснування й по 2009 рік, його головним редактором. Концепція щоквартальника, котра була затверджена всіма тогочасними редакторами та видавцем журналу, складалася з десяти пунктів. Головну мету УФО редакція визначала як об'єднання молодих творчих сил в Україні для розвитку української фантастики та «боротьбу із постмодернізмом, окресливши той напрям, що прийде йому на зміну (зокрема в літературі) як контрапост». У кінці 2009 року внаслідок конфлікту Литовченко та ще двоє редакторів покинули свої посади в щоквартальнику, натомість п'ять підписантів, крім Наталії Дев'ятко й самого Тимура Івановича, відкликали свої підписи з концепції видання.
У 2008 році Литовченко на замовлення медіаресурсу «Інший Бік» (англ. OtherSide) та журналіста Володимира Олійника розпочав написання серії фейлетонів під загальною назвою «Таємні казки Шахерезади» про тогочасне політичне життя в Україні та навколо неї. Вони мали вигляд «невідомих» рукописів казок циклу «Тисячі й однієї ночі», які американські морські піхотинці, що під час війни в Іраку шукали там зброю масового знищення, нібито знайшли в палаці Саддама Хусейна, сфотографували, й згодом фотокопії потрапили до редакції сайту. У казках, які Шахерезада розповідала царю Шахріяру та сестрі Дуньязаді, йшлося про «північну країну Аніакру» (Україну), сусідні їй «Велику імперію Яйсор» (Росія) та «Яйзурзьке царство, або царство Яйзург» (Грузія). В Яйсорі правив імператор Великий Ведмідь, яйзурзький правитель — Мішо Саах. Натомість в Аніакру правив Красень Ю, його велика візирка Красуня Ю, діяв Вищий Розбійницький Улус (ВРУ) під проводом Ар-Сенсея, фракції «Наша Убойна Незборима Слава» (НУНС), очолювана Славою-Розбійником та Б'ЮТЬ, яку очолював Ванюха Селянинович, також Блок імені Лихвина на чолі з самим Лихвиним та політичні партії: Партія Командос (КП), кермована Петькою-Сімафором та Партія Розбійників (ПР), керована Великим Доном. Всі тексти памфлетів були продубльовані російською мовою самим Тимуром Івановичем. В 2010 році вийшов одинадцятий епізод казок, потім за ґрати потрапили Юрій Луценко та Юлія Тимошенко. Як згадує автор:

| 12-й епізод «Таємних ночей Шахерезади» так і не був написаний саме через цю причину: я міг досхочу стібатися над Красунею Ю та іншими персонажами, коли вони були на волі — але не в тюрмі чи не в колонії… |
За твердженням Тимура Івановича, наступного, 2011 року, представники Партії регіонів викупили медіаресурс «OtherSide» у засновника та знищили на серверах усі журналістські матеріали. А коли з 2012 року почав виходити мультсеріал «Казкова Русь» студії «Квартал 95», то глядачі зауважували схожість сюжетних рішень мультфільмів з памфлетами.

### 2010-ті
З 2011 року Литовченко пише у співавторстві зі своєю дружиною Оленою Литовченко, перший спільний твір — роман «Пустоцвіт»). Цим романом подружжя Литовченків продовжило висвітлювати події, пов'язані з життям українських гетьманів та козацької старшини, в рамках видавничої серії «Історія України в романах». У написаному в 2004—2005 роках романі «Помститися імператору» (надрукований 2011) головний герой — сердюк Івана Мазепи, а один з розділів та частково інший присвячені гетьманичу Григорію Орлику. Роман «Орлі, син Орлика», написаний у 2007 та надрукований у 2010, розповідає про гетьмана у вигнанні Пилипа Орлика та його сина Григорія Орлика, епізодично також згадується гетьман Юрій Хмельниченко. В написаному протягом 2010—2011 років та надрукованому наступного, 2012 року, романі «Пустоцвіт» йдеться про гетьмана Кирила Розумовського, а інший стрижневий герой твору, Григорій Теплов, зображений авторами як нащадок князівсько-гетьманського роду Ружинських, який за непогану суму продав своє «шляхетство» братам Олексію та Кирилу Розумовським. Наступний роман серії, «Кинджал проти шаблі», написаний у 2011—2012 роках та надрукований того ж 2012 року, розповідає про Роксолану та гетьмана Дмитра «Байду» Вишневецького. Ще один роман серії, «Шалені шахи», написаний протягом 2013—2014 років та надрукований у 2014, знайомить читачів з ватажками козацько-селянських повстань Северином Наливайком та гетьманом козаків-низовиків Криштофом Косинським. І насамкінець, написаний подружжям Литовченків у 2014 році та надрукований у 2015 роман «Фатальна помилка» розповідає про гетьманів Богдана Хмельницького та Івана Виговського, в післямові — про гетьмана Юрія Хмельниченка, епізодичний герой — майбутній гетьман Яким Сомко. А головний герой цього твору — Юрій Немирич, Генеральний писар при Івані Виговському. Фактично до них можна додати ще одну, «позасерійну» книжку — написаний у 2016 році та виданий у 2017 в тому ж таки харківському видавництві «Фоліо» історичний детектив «Принц України», який розповідає про гетьмана Павла Скоропадського та спочатку гетьманича, а згодом і гетьмана (у вигнанні) Данила Скоропадського.
19-20 листопада 2011 року Тимур Литовченко спеціально для збірки різдвяних історій, яку мали безкоштовно розповсюдити по дитячих будинках України, написав казкову оповідку «Миколка й Різдвяна Зірка», та проєкт так і не був доведений до завершення. Проте в 2014 році дніпропетровська дитяча письменниця Еліна Заржицька спільно з видавництвом «Кассіопея» упорядкувала три електронні збірки казок: «Новорічна казка», «Подарунки від Святого Миколая» та «Різдвяна казка», куди таки ввійшла ця оповідка.
В часи Євромайдану та Революції гідності Литовченко пише три статті поспіль для сайту «Главком»: «Євромайдан. Такого в сучасній Україні ще не було», «Євромайдан. Якою має бути революція ХХІ століття?» і «Після Майдану. Як тримати нову владу в рамках». У березні 2015 року читання трилеру «Забути неможливо зберегти» проходили на Першому каналі Українського радіо.
З 2018 року в харківському видавництві «Фоліо» виходить друком авторська мінісерія подружжя Тимура та Олени Литовченків «101 рік України». Того року — перші чотири книжки серії: «Книга Пожежі. 1914—1922», «Книга Невиправданих Надій. 1923—1931», «Книга Жахіття. 1932—1938» та «Книга Спустошення. 1939—1945». У 2019 році побачили світ наступні три романи: «Книга Зневіри. 1946—1953», «Книга Відлиги. 1954—1964» та «Книга Застою. 1965—1976». Анонсовано вихід завершальних трьох творів: «Книга Розчарування. 1977—1990», «Книга Безнадії. 1991—2004» та «Книга Нових Сподівань. 2005—2014».

## Відзнаки та номінування
- 1995  — призер III Міжнародного літературного конкурсу Вадима Кисляка в номінації «Проза» (Воронеж, РФ) «за найкращий оптимістичний твір»[2][9][10][15].
- 1999  — лауреат Всеукраїнського конкурсу гостросюжетного роману «Золотий Бабай»[7][8][9][10][2][12][15].
- 2000  — лауреат Міжнародної україно-німецької премії імені Олеся Гончара[2][7][9][10][12][15].
- 2000  — Загальноукраїнське літературне свято «Просто так» (Коростень), диплом 1 ступеня «Майстер прози»[2][9][10][15].
- 2001  — Загальноукраїнське літературне свято «Просто так» (Коростень), диплом 2 ступеня «Академік прози»[2][9][10][15].
- 2002  — Загальноукраїнське літературне свято «Просто так» (Коростень), диплом 3 ступеня «Доктор прози»[2][9][10][15].
- 2002  — грамота Українського ядерного товариства[9][10][15].
- 2004  — Загальноукраїнське літературно-мистецьке свято «Просто так» (Коростень), грамота[2][9][10][15].
- 2005  — подяка Київського міського голови[2][7][9][10][12][16][15].
- 2005  — орден Архистратига Михаїла V ступеня[2][57][7][9][10][12][16].
- 2006  — дипломант VI Всеукраїнського конкурсу «Коронація слова 2006» в номінації «Романи» (заохочувальна премія)[7][8][9][10][12].
- 2007  — подяка голови Подільської районної державної адміністрації у місті Києві[8][10].
- 2008  — почесна грамота Федерації роботодавців України[8][9][10][15].
- 2010  — лауреат Х Всеукраїнського конкурсу «Коронація слова 2010» в номінації «Романи» (ІІ премія)[7][8][12] «за кращий історико-патріотичний твір»[9][10][15].
- 2011  — грамота Національної Спілки письменників України «За багаторічну плідну роботу з пропаганди українського художнього слова та активну участь у Всеукраїнській акції НСПУ „Подаруй книгу дітям“»[9][10][15].
- 2011  — ювілейна медаль «ХХ років незалежності України»[12] та Почесна грамота Ради підприємців при Кабінеті Міністрів України[9][10][15].
- 2011  — номінування на Премію Президента України «Українська книжка року»[9][10][15].
- 2012  — спеціальна нагорода «Вибір видавців» на Всеукраїнському літературному конкурсі «Коронація слова 2012»[7][8][9][10][12][15] (разом з дружиною, Оленою Литовченко)[13].
- 2012  — Всеукраїнське літературно-мистецьке свято «Просто на Покрову» (Коростень), грамота «Генію свята»[9][10][15].
- 2012  — номінування на Премію «Книга року ВВС»[9][10][13][15].
- 2012  — номінування на Премію Президента України «Українська книжка року»[9][10][13][15].
- 2013  — Всеукраїнський літературний конкурс Імені Олександри Кравченко (Девіль), 2 місце (разом з Оленою Литовченко) за роман про Кирила Розумовського «Пустоцвіт»[9][58][59][13].
- 2014  — номінування на Премію «Книга року ВВС»[9][10][13].
- 2016  — літературна відзнака «Золотий письменник України» (спеціальна відзнака Міжнародного літературного конкурсу «Коронація слова 2016»)[9][10][60][61][62][63] та «Меч Слова» (разом з Оленою Литовченко)[10][64].
- 2016  — премія імені Василя Юхимовича за прозову книгу «Фатальна помилка» (разом з Оленою Литовченко)[10][13][65].
- 2017  — заохочувальний диплом на Міжнародному літературному конкурсі «Коронація слова 2017» за книгу «Принц України» (разом з Оленою Литовченко)[10][13][66]
- 2018  — премія імені Пантелеймона Куліша (разом з Оленою Литовченко) «за історичні романи „Пустоцвіт“, „Кинджал проти шаблі“, „Шалені шахи“ та „Фатальна помилка“ (серія „Історія України в романах“)»[67][68].
- 2018  — твір Тимура та Олени Литовченків «Книга жахіття. 1932—1938», що вийшов друком у видавництві «Фоліо», отримав нагороду конкурсу «Найкраща книга України» у номінації «Моя країна» за версією Державного комітету телебачення і радіомовлення України[10][69].
- 2019  — диплом Всеукраїнського літературного конкурсу прозових україномовних видань «Dnipro-Book-Fest-2019» (разом з Оленою Литовченко) в номінації «Прозові твори (романи, повісті)» за книгу «Принц України» про Данила Скоропадського[70], сина гетьмана України Павла Скоропадського[10][71][72].

### Книги, збірки
1. рос. До коммунизма оставалось лет пятнадцать-двадцать: Повестушка в четырех снах, с бессонным эпилогом и постскриптумом об ужасной катастрофе местного значения, число жертв которой до сих пор точно не установлено., Київ, Київське національне культурно-просвітницьке товариство рос. «Русское собрание», Український Центр «Свобода слова», 1996. — 74 [2]с. — (серія рос. «Подснежник» («Пролісок»), додаток до газети рос. «Русское собрание»)[10].
2. рос. Давыдов Андрей. Власть молнии. (роман, спільно з Олегом Авраменко), Москва, видавництво ЕКСМО, 1997. — 519[9]с., серія рос. «Абсолютная магия» («Абсолютна магія»)[10]ISBN 5-251-00136-3[24].
3. рос. Давыдов Андрей. Воины преисподней. (роман, спільно з Олегом Авраменко), Москва, видавництво ЕКСМО, 1998. — 471[9]с., серія «Абсолютна магія»[10]ISBN 5-04-001160-1[24].
4. Гоп-стоп! Оповідання: (Оповідання «Гоп-стоп!» в ориг. українською мовою. Оповідання «Спокуха!» пер. з рос. авт.)//Бібліотечка «Метелики від центру» — К.: Центр «Свобода слова». 1998. — 8 с. [Назв. Оповідання «Спокуха!» в ориг. «По обе стороны экрана»][2][10].
5. рос. Повесть о четырех цветках: Сюрреалистический авангардно-арьергардный панк-эксперимент о любви с нео-символами в сиреневых, зеленых, черных и рыжих тонах, с бесцветным прологом и цветным эпилогом., Київ, Український Центр «Свобода слова», Видавничий центр Кухарука, 1999. — 52с. (бібліотека «Сучасна проза»)[10].
6. Дульцінея: Фантастична повість: [Пер. з рос. авт.]//Бібліотечка «Сучасна проза України» — К.: Центр «Свобода слова», Видавничий центр Кухарука, 2000. — 18[2]с[10].
7. Ґроно червоних ягід. [Науково-фантаст. повість]: [Пер. з рос. авт.] До комунізму залишалось років п'ятнадцять-двадцять: Повістинка в чотирьох снах, з безсонним епілогом і постскриптумом про жахливу катастрофу місцевого значення, кількість жертв якої досі точно не встановлена: [Пер. з рос. авт.]//Антологія українського жаху/Упоряд. В.Пахаренко. — К: Асоціація підтримки української популярної літератури. 2000. — с.490-511; 512—591.[30][31] ISBN 966-7686-02-7[73][74]
8. Двоє в чужому домі: Роман. [Диверсія] Повість: [Пер. з рос. авт.] — К: Факт. 2000. — 137[3]с. ISBN 966-7274-71-3[75][8][10][24]
9. Спокуха! Рекетири із Всесвіту; Гоп-стоп! :[Оповідання «Гоп-стоп!» в ориг. українською мовою. Оповідання «Спокуха!» (назва в ориг. — «По обе стороны экрана»), «Рекетири із Всесвіту» — пер. з рос. авт.] Фантаст. Оповідання//У зб.: «Фен Світ. Том 1. Модерна фантастика» ISBN 966-7536-11-3[76]. К: [клуб любителів фантастики «Чумацький шлях»]. 2000. — с. 5-11.[10]
10. Останній із струльдбруґів (збірка фантастики)//Бібліотека Української Фантастики. — К: Кий. 2005. — 272 с. ISBN 966-8825-00-4[2][8][10][15]
11. Приречений жити: Роман//Фантастика. — Львів: Видавничий дім «Панорама». 2005. — 256 с. ISBN 966-8084-56-X[2][8][10][24][37]
12. Апокаліпсис по-київськи (збірка фантастики)//Бібліотека Української Фантастики. — К: Кий. 2005. — 306 с. ISBN 966-8825-08-8[2][8][10][15][27]
13. Орлі, син Орлика (роман)//Серія «Історія України в романах» — Харків: Фоліо. 2010. — 282 с. ISBN 978-966-03-5332-9[8][15][24][42]
14. Помститися імператору (роман)//Серія «Історія України в романах» — Харків: Фоліо. 2011. — 251 с. ISBN 978-966-03-5598-9[4][8][15][36][24][41]
15. Пустоцвіт//Серія «Історія України в романах» — Харків: Фоліо. 2012. — 378 с. ISBN 978-966-03-5144-8[8][43]([e][1][13][15])
16. Пустоцвіт (роман). — Київ: Гетьман, 2013. — 376, [3] с. ISBN 978-966-2506-07-5[75][77]
17. Дитяча молитва [Фантаст. оповідання]//27 регіонів України. — Харків: Фоліо. 2012. — 442 с., с.168-205. ISBN 978-966-03-6081-5[78][79]
18. Кинджал проти шаблі//Серія «Історія України в романах» — Харків: Фоліо. 2012. — 315 с. ISBN 978-966-03-6975-7[8][15][44]
19. Кинджал проти шаблі (роман). — Харків: Гімназія, 2013. — 313, [2] с. ISBN 978-966-474-193-1[75][80]
20. Невиправдана зрада (повість)//В зб .: Історія України очима письменників. — Харків: Фоліо. 2013. — 510 с. ISBN 978-966-03-6582-7 (сс.28-85)[13]
21. Шалені шахи//Серія «Історія України в романах» — Харків: Фоліо. 2014. — 314 с. ISBN 978-966-03-6975-7[8][13][45]
22. Забути неможливо зберегти Детектив/Бойовик/Трилер. — Харків: Фоліо. 2014. — 217 с. ISBN 978-966-03-7029-6[8][13]
23. Мрійник (повість)//В зб .: Україна — Європа. — Харків: Фоліо. 2014. — 573 с. ISBN 978-966-03-7026-5 (сс.275-307)[13]
24. Фатальна помилка//Серія «Історія України в романах» — Харків: Фоліо. 2015. — 319 с. ISBN 978-966-03-7213-9[8][13][46]
25. Фатальна помилка (авантюрно-історичний роман) — Харків: Факт, 2015. — 317, [2] c. ISBN 978-966-637-796-1[75][81]
26. Наш подільський дворик (цикл оповідань)//В зб .: Усмішка.//Серія «Добрі історії» — Харків: Фоліо. 2015. — 160 с. ISBN 978-966-03-7375-4[13][82]
27. Принц України (історичний детектив) — Харків: Фоліо. 2017. — 320 с. ISBN 978-966-03-7805-6[47]
28. Книга Пожежі. 1914—1922//Серія «101 рік України» — Харків: Фоліо. 2018. — 256 с. ISBN 978-966-03-8183-4
29. Книга Невиправданих Надій. 1923—1931//Серія «101 рік України» — Харків: Фоліо. 2018. — 272 с. ISBN 978-966-03-8189-6
30. Книга Жахіття. 1932—1938//Серія «101 рік України» — Харків: Фоліо. 2018. — 204 с. ISBN 978-966-03-8188-9
31. Книга Спустошення. 1939—1945//Серія «101 рік України» — Харків: Фоліо. 2018. — 224 с. ISBN 978-966-03-8190-2
32. Книга Зневіри. 1946—1953//Серія «101 рік України» — Харків: Фоліо. 2019. — 256 с. ISBN 978-966-03-8511-5
33. Книга Відлиги. (1954—1964)//Серія «101 рік України» — Харків: Фоліо. 2019. — 352 с. ISBN 978-966-03-8512-2
34. Книга Застою. (1965—1976)//Серія «101 рік України» — Харків: Фоліо. 2019. — 384 с. ISBN 978-966-03-8659-4

### Публікації в періодиці та збірниках
Публікації в періодиці та збірниках:

## Текстографія
Тимур Іванович є автором кільох десятків художніх творів, рецензій та критичних статей на літературну тематику як російською, так і українською мовами. За словами самого Литовченка, від третини до 40 % написаного ним все ще залишається неопублікованим: оповіддання, повісті, романи «Аукціон душ», «Брудний янгол» та «Число звіра».

## Цитати
|                                                                   | Однозначно охарактеризувати творчість Тимура Литовченка в цілому досить складно. Деякі твори письменника до того різнопланові, що у професійних редакторів мимоволі виникає сумнів: як може одна людина створювати настільки несхожі між собою речі?Оригінальний текст (рос.) Однозначно охарактеризовать творчество Тимура Литовченко в целом довольно сложно. Некоторые произведения писателя до того разноплановы, что у профессиональных редакторов поневоле возникает сомнение: как может один человек создавать столь несхожие между собой вещи? |
| — Енциклопедичний довідник «Фантасти сучасної України», 2007 рік. | |

| | Володимир Даниленко якось написав в одній літературознавчій статті: «Духи землі не бажають розмовляти з письменником чужинською мовою». Для фантаста цей процес вкрай важливий. От у той день, коли я відчув, що духи української землі не бажають розмовляти зі мною російською… От тоді й перейшов на українську! |
| — Тимур Литовченко, стаття «Фантастика задіює 80% мозкових клітин, що зазвичай просто “сплять”» на сайті «Інтерв'ю з України», 6 березня 2008 року. | |

| | …мої (а тепер і наші з дружиною) авантюрно-історичні романи «гетьманського» циклу, історичний детектив про останнього українського гетьмана у вигнанні, а також 10-томна хдожня епопея «101 рік України» — це ніщо інше, як апелювання до українського МІФУ, непідвладного «їдкій кислоті постмодерну». Це те, як я розумію реалізацію принципів КОНТРАПОСТУ: повернутися назад (до національного українського міфу в тому чи іншому вигляді), щоб відштовхнувшись від цього твердого ґрунту — рухатися вперед, НАД «постмодерним болотом». |
| — Тимур Литовченко, стаття «Помаранчевий постмодерн (Post Scriptum)» на сайті «Лінія оборони», 12 червня 2020 року. | |

## Цікаві факти
- У червні 1997 року, коли Тимур Литовченко влаштовувався на роботу редактором газети «Селянська спілка», раптом виявилося, що всупереч самооцінці, його знань з української мови недостатньо для посади, де його підлеглими були переважно люди, що закінчили філологічні факультети вишів[14]:

| «я щиро вважав, що знаю українську мову досконало. Справді, якось весь клас дружно, не вагаючись переклав слово рос. "скворцы" калькою «скворці», лише я один написав «шпаки». Іншим разом з'ясувалося, що сама вчителька української мови та літератури (між іншим, завуч нашої школи) щиро вважала, нібито з російської рос. "веснушки" перекладаються як «веснянки», а я (учень) виправив її: «ластовиння»…" |
Опанувати мову на прийнятному рівні Тимуру Івановичу допомогли регулярні спілкування з колегою під час обіду виключно українською мовою, «штрафи» в одну гривню за кожну вжиту під час розмови «кальку» з російської мови та книжка «Як ми говоримо» українського письменника Бориса Антоненка-Давидовича.
- Тимур Литовченко, скориставшись образом «Діда Панаса», творчим псевдонімом Петра Весклярова, через 5 років після його смерті, в 1999 році, створив казковий цикл-пенталогію «Політичні казки Діда Панаса»[11][2], а ще через 20 років, у 2019 році — розпочав цикл казок під назвою «Новітні казки Діда Панаса», який аж до смерті автора виходив на інтернет-ресурсі «Лінія оборони» блогера Anti-colorados[88]. Творчість Литовченка на «Лінії оборони» зведена в окремий розділ «Тимур» [Архівовано 12 червня 2022 у Wayback Machine.][101]. Крім того, ним були написані розділи «Абетка бойової пропаганди» [Архівовано 29 травня 2022 у Wayback Machine.][102] та «36 Стратегем» [Архівовано 12 червня 2022 у Wayback Machine.] блогу Anti-colorados[101].

- Тимур Литовченко потрапив до українського підручника із зарубіжної літератури для п'ятого класу як перекладач арабських казок з циклу «Тисячі й однієї ночі»[17]. За твердженням Тимура Литовченка, він не перекладав казок циклу, а за переклади, найімовірніше, могли прийняти написані ним в 2008—2010 роках 11 політичних памфлетів із серії «Таємні казки Шахерезади», кожен з яких завершується фразою «З давньоарабської переклав Тимур ЛИТОВЧЕНКО»[17].

## Зауваги
1. ↑  Тимур Литовченко характеризує це оповідання як «новорічний мідраш». «Мідраш» — це оповідь, що роз'яснює текст Тори, а «новорічний», тому, що написаний 27-28 вересня 2003 року, або 1-2 тішрею 5764 року за єврейським календарем, коли юдеї святкують Рош га-Шана, початок Нового року)[2]. В ці дні в синагогах традиційно читають закінчення глави «Ваєра» з книги «Берешит» (у Біблії відповідає 21 та 22 розділам Книги Буття в Старому Завіті) і розповідається, серед іншого, про народження Ісаака та про те, як його батько Авраам приносив сина в жертву Богу[34].
2. ↑  Насправді врятованих більше, але список досить короткий.
3. ↑  Діна Пронічева в своїх спогадах розповідає про хлопчика Мотю, з ким вона вибиралась з яру і якого розстріляли, побачивши, німці, але вона називає його 14-річним, а не закінчившим перший клас[35]
4. ↑  Разом з казкою Литовченка, ввійшли також твори таких авторів, як Валентин Бердт, Володимир Вакуленко-К., Любов Відута, Тала Владмирова[49][50], Сергій Гридін, Наталія Дев'ятко, Галина Жубіль-Книш, Еліна Заржицька, Олена Лань, Олена Литовченко[51], Наталка Малетич, Оксана Маковець, Галина Максимів, Марина Павленко, Валентина Попелюшка[52], Ольга Рєпіна, Тетяна Череп-Пероганич та інші.
5. ↑  Перший твір, написаний в співпраці з дружиною Оленою Литовченко.